# Rudolf von Merkl
Rudolf svobodný pán von Merkl (28. března 1831 Vídeň – 22. ledna 1911 Vídeň) byl rakousko-uherský generál. V c. k. armádě sloužil od roku 1849 a jako štábní důstojník se zúčastnil několika válečných tažení. V letech 1885–1899 zastával funkci prvního sekčního šéfa na ministerstvu války a v roce 1893 byl provizorně ministrem války Rakouska-Uherska. V roce 1892 získal titul barona a v roce 1893 byl povýšen do hodnosti polního zbrojmistra.

## Biografie
Do rakouské armády vstoupil jako dobrovolník v revolučním roce 1849 a v roce 1851 byl povýšen na poručíka. Krátce sloužil u armádních jednotek c. k. námořnictva v severní Itálii a v roce 1854 byl jako nadporučík přeložen k Dunajské flotile. Mezitím si doplnil vzdělání na Válečné škole (K.u.k. Kriegsschule) ve Vídni (1853–1855) a po jejím absolvování byl zařazen do sboru důstojníků generálního štábu. Působil mimo jiné v historické sekci generálního štábu V roce 1859 byl povýšen na kapitána a jako důstojník generálního štábu byl se zapojil do války se Sardinií, po boku císaře Františka Josefa byl účastníkem prohrané bitvy u Solferina. Po válce byl přeložen k Vojenskému geografickému institutu Jako major a štábní důstojník byl účastníkem prusko-rakouské války, poté byl přidělen ke kartografickému oddělení v Záhřebu. V roce 1875 dosáhl hodnosti plukovníka a stal se ředitelem 5. oddělení na ministerstvu války.
K datu 1. listopadu 1880 byl povýšen do hodnosti generálmajora a převzel velení 5. pěchotní brigády v Linzi. V roce 1883 byl povolán do Vídně na ministerstvo války do pozice druhého sekčního šéfa. Ke dni 1. listopadu 1885 získal hodnost polního podmaršála Od roku 1885 působil na ministerstvu války jako pvní sekční šéf.
Od 24. července 1893 do 23. září 1893 zastával post ministra války Rakouska-Uherska (jedno ze tří společných ministerstev Rakouska-Uherska, zřízených po rakousko-uherském vyrovnání). Působil jako provizorně pověřený šéf rezortu ve funkci sekčního šéfa ministerstva. Ministerstvo vedl od náhlé smrti Ferdinanda von Bauera do nástupu nového řádného ministra. Poté nadále působil na pozici prvního sekčního šéfa na ministerstvu války. K datu 1. května 1893 byl povýšen do hodnosti polního zbrojmistra  Ke dni 1. května 1899 byl penzionován, později ale ještě získal hodnost generála pěchoty (1908).
Zemřel ve Vídni 22. ledna 1911 ve věku nedožitých osmdesáti let a byl pohřben na hřbitově v Hietzingu.
Byl dvakrát ženatý. Jeho první manželkou byla Emilie, rozená Rodemannová (1841–1894). Jako vdovec se v roce 1900 podruhé oženil s Ernestinou Kettlewellovou, rozenou Sternovou (1862–1932). Obě manželství zůstala bez potomstva.

## Tituly a ocenění
V roce 1883 byl povýšen do šlechtického stavu s titulem rytíř. Ve funkci prvního sekčního šéfa na ministerstvu války obdržel v roce 1889 titul c. k. tajného rady s nárokem na oslovení Excelence. V roce 1892 byl povýšen do stavu svobodných pánů (diplom vystaven k datu 27. února 1892). Za vojenské zásluhy byl nositelem několika vyznamenání, jako dlouholetý vysoký úředník ministerstva války získal několik ocenění i od zahraničních panovníků. Od roku 1890 byl čestným majitelem 55. pěšího pluku dislokovaného ve Lvově.

### Rakousko-Uhersko
- Vojenský záslužný kříž s válečnou dekorací (1859)
- Řád železné koruny III. třídy (1874)
- komandérský kříž Leopoldova řádu (1887)
- Řád železné koruny I. třídy (1896)
- Jubilejní pamětní medaile (1898)
- velkokříž Leopoldova řádu (1899)

### Zahraničí
- Řád červené orlice I. třídy (Německo)
- Řád pruské koruny I. třídy (Německo)
- velkokříž Řádu meče (Švédsko)
- velkokříž Řádu rumunské koruny (Rumunsko)
- komandér Řádu italské koruny (Itálie)
- Řád lva a slunce I. třídy (Persie)
- Řád vycházejícího slunce II. třídy (Japonsko)
- Řád Takova  I. třídy (Srbsko)